# Kommerzialisierung
Der Begriff Kommerzialisierung beschreibt die Ausbreitung des Marktes und einer ökonomischen Handlungslogik in andere gesellschaftliche Bereiche und wird im Gegensatz zu Ökonomisierung meist pejorativ verwendet. Daneben wird in kulturkritischen Analysen von der Kommerzialisierung der Künste, der Wissenschaften oder des Sportes gesprochen. Im Marketing ist die Kommerzialisierung eine Phase im Innovationsprozess, die am Anfang des Lebenszyklus eines neuen marktfähigen Produktes steht und den Aufbau der Produktion sowie die Markteinführung umfasst, vor der Phase der Produktdiffusion im Markt.

## Rechtswissenschaft

### Zivilrecht
Dass Schadensersatz in Geld auch für Schäden zu leisten ist, die als Nichtvermögensschäden verstanden werden können, hat sich in vielen Ländern und Kulturen durchgesetzt. Diskutiert wird diese Problematik zum Beispiel im Zusammenhang mit Feststellungsverträgen.
Das deutsche Recht unterscheidet in § 253 Abs. 1 BGB ausdrücklich zwischen Vermögens- und Nichtvermögensschäden und lässt für letztere eine Entschädigung in Geld nur dann zu, wenn das Gesetz es ausdrücklich bestimmt (z. B. Schmerzensgeld).
Nach der Rechtsprechung zum Schutz des allgemeinen Persönlichkeitsrechts geht es darum, inwiefern Teile dieses Rechtes vermögenswerten Charakter haben können, so dass Verletzungen einen Schadensersatzanspruch nach sich ziehen. Gegen die Kommerzialisierung wird eingewandt, dass dadurch das Persönlichkeitsrecht für Dritte verfügbar würde. Befürworter argumentieren, dass die Persönlichkeit Prominenter ohnehin einer wirtschaftlichen Verwertung zugänglich sei und dies daher auch den Trägern des Persönlichkeitsrechts – oder deren Rechtsnachfolgern – zugutekommen solle.
Diskutiert wurde das Thema auch im Hinblick auf „entgangene Urlaubsfreuden“ (jetzt § 651n Abs. 2 BGB: „Wird die Reise vereitelt oder erheblich beeinträchtigt, so kann der Reisende auch wegen nutzlos aufgewendeter Urlaubszeit eine angemessene Entschädigung in Geld verlangen.“). Andere stützen auch die zwischenzeitlich gewohnheitsrechtlich anerkannte richterliche Rechtsfortbildung auf den Kommerzialisierungsgedanken, nach der bereits die Möglichkeit, ein Kraftfahrzeug benutzen zu können, Geldeswert besitzt (sog. Nutzungsausfallentschädigung).

### Öffentliches Recht

#### Rundfunk
Zur Vermeidung von Informationsmonopolen ist im Bereich der Rundfunkfreiheit eine durchgängige Kommerzialisierung von Informationen von allgemeiner Bedeutung unter Ausschluss von Dritten verfassungsrechtlich unzulässig.

#### Menschlicher Körper
Internationales und vor allem europäisches öffentliches Recht schließt weitgehend die Kommerzialisierung des menschlichen Körpers insbesondere vor dem Hintergrund der Organtransplantation aus. Dies ergibt sich aus der EU-Grundrechtecharta, Vorgaben der Weltgesundheitsorganisation sowie der Biomedizinkonvention des Europarats. Aus dem deutschen Verfassungsrecht ergibt sich auch eine Einschränkung des Rechts auf körperliche Selbstschädigung, wie sie mit einer Lebendspende von wichtigen Organen einhergeht (wie beispielsweise die gesetzliche Gurtanlegepflicht oder das Verbot des Konsums bestimmter Drogen zeigt).
Von Befürwortern eines regulierten Organmarktes wird eine Aufhebung dieses Verbotes und Etablierung des kommerziellen Organhandels gefordert. Diese Forderung stützt sich in der Regel auf eine utilitaristische Argumentation, nach der aus der Kommerzialisierung aufgrund finanzieller Anreize eine größere Verfügbarkeit von Organen resultieren würde. Sowohl Organspender als auch -empfänger würden von freiwilligen Geschäften auf dem Markt profitieren. Für die Gesellschaft sei die Dialysebehandlung kostenintensiver als eine Nierentransplantation. Im Übrigen entspreche eine Kommerzialisierung der Organtransplantation der Autonomie des „Spenders“. Die Möglichkeit seine Organe, es geht praktisch vor allem um Nieren, zu verkaufen, wird als Ausfluss der Selbstbestimmung über den eigenen Körper verstanden, auch wenn dies eine Selbstschädigung beinhaltet. Alle Körperteile seien als „Eigentum“ zu verstehen.
Allerdings wird auch von den Befürwortern in der Regel ein „regulierter Organmarkt“ gefordert, so dass etwa die Verteilung der Organe nicht aufgrund des Preismechanismus, sondern auch aufgrund medizinischer und ethischer Kriterien (Dringlichkeit oder Wartezeit) erfolgen solle.
Von Gegnern der Kommerzialisierung wird angeführt, dass ein Organmarkt zur Verdrängung der postmortalen Spende durch die Lebendspende führen würde. Außerdem würde die kommerzielle Spende, die vor allem zu Lasten der Gesundheit und Würde ökonomisch unterprivilegierter Bevölkerungsschichten gehen würde, voraussichtlich zur Verdrängung der Spende im sozialen Nahbereich führen, die bisher insbesondere durch Familienangehörige sozusagen in Form eines Geschenkes erfolgt. Dadurch würden soziale Unterschiede noch weiter verstärkt und auf den Bereich des Körpers ausgedehnt. Zudem zeigen Untersuchungen aus Ländern wie Indien und Iran, in denen Märkte für Organtransplantationen bestehen, dass sich die Lebenssituation der Organspender durch den Verkauf einer Niere in der Regel nicht nachhaltig verbessert. Meist werden die Verkäuferinnen, oft handelt es sich um Frauen, durch akute wirtschaftliche Not und unter Druck durch Angehörige zu dem Schritt gebracht. Die einmalige Zahlung ändert jedoch meist nichts an der wirtschaftlichen Situation. Ein Großteil der Spender war nach einigen Jahren wieder überschuldet. Etwa vier Fünftel der Befragten in zwei Studien in Indien und Iran würden ihre Niere nicht noch einmal verkaufen, wenn sie sich noch einmal entscheiden könnten, bzw. raten allgemein von einem Nierenverkauf ab.

## Privatsphäre
Shoshana Zuboff konstatiert eine umfassende Kommerzialisierung der Privatsphäre; menschliches Verhalten würde zunehmend erfasst und in Form von Daten zum handelbaren Rohstoff für Produktion und Verkauf (Überwachungskapitalismus). Es würde nicht nur zur Verhaltensprognose, sondern auch zur Verhaltensbeeinflussung verwendet. Dies führe zur Zersetzung der Menschenwürde, aber auch von Demokratie und Rechtsstaatlichkeit.

## Kultursphäre
In den verschiedenen Sparten der Kultur – z. B. Museen, Theater, Musikfestspiele –, die in der Regel von staatlicher Seite finanziert werden, suchen die verantwortlichen Leiter nach privaten Sponsoren, die die knapper gewordenen öffentlichen Mittel kompensieren oder aber ambitionierte Museums- und Festspiel-Projekte ermöglichen sollen. Die Sponsoren nutzen dies teilweise, um mit einem im Verhältnis zur Basisfinanzierung relativ geringen Betrag einen Imagetransfer herbeizuführen, das heißt: Das Licht, das auf das kulturelle Event fällt, soll auch ihr Unternehmen in der Öffentlichkeit in einem besseren Licht erscheinen lassen.

## Sport
Auch im Sport gibt es eine Kommerzialisierung, die sich in vielfältiger Weise und verschiedensten Sportarten und -wettbewerben äußert. Eine Kommerzialisierung geht im Sport insbesondere mit der Ausübung des Sportes als Profisport einher, d. h. mit der Ausübung von Sport als Beruf. Sporthistorisch lässt sich die Entstehung des breiten Profisports auf das frühe 20. Jahrhundert zurückverfolgen; Profifußball wurde in Großbritannien bereits 1885 eingeführt. Eng verknüpft mit der Kommerzialisierung ist der Aufschwung von Sport als gesellschaftlichem und medialem Ereignis durch die fortschreitende technische Entwicklung (insbesondere die Entwicklung des Fernsehens). Wirtschaftliche Triebfedern der Kommerzialisierung waren dabei insbesondere die Bereiche Sponsoring (z. B. Trikotwerbung) und der Verkauf von Übertragungsrechten. Dabei wird viel Geld durch systematisches Marketing erwirtschaftet. Auch Industrien fördern die Kommerzialisierung durch ständig neue Sportartikelmarken. Durch diese getragenen Marken werden die Sportler zu Leit- und Vorbildern. Mittlerweile werden jedoch auch Namen von Stadien und Vereinen verkauft, Sponsoren in Vereinslogos integriert und manche Vereine sind bereits vollständig im Besitz profitorientierter Unternehmen. Doch auch die Sportler profitieren von der Kommerzialisierung durch Preisgelder.
Bei den Olympischen Spielen lässt sich der Beginn der Kommerzialisierung auf 1972 festlegen, als der damalige als sehr prinzipientreu geltende IOC-Präsident Avery Brundage zurücktrat, der sich gegen eine Kommerzialisierung gewehrt hatte. Nach dem Rücktritt begann das IOC, das Potenzial des Mediums Fernsehen und den damit verbundenen lukrativen Werbemarkt auszuloten. Unter der Präsidentschaft von Juan Antonio Samaranch passte sich das IOC immer mehr den Bedürfnissen internationaler Sponsoren an, die ihre Produkte mit den olympischen Namen- und Markenzeichen bewerben wollten. Beim Olympischen Kongress 1981 in Baden-Baden wurden die Amateurregeln für die Olympischen Spiele weitgehend abgeschafft. Die dominierende Rolle der Kommerzialisierung im Spitzensport ist auch mit der Postmoderne in Zusammenhang gebracht worden, da die alten metanarrativen Strukturen nach und nach beendet wurden.
Im Fußball ist die Kommerzialisierung ebenfalls weit vorangeschritten. Der Profifußball ist in Deutschland ein Milliardengeschäft; die 36 Lizenz-Mannschaften in der Fußball-Bundesliga und der 2. Fußball-Bundesliga haben 2011 einen Rekord-Umsatz von insgesamt 2,3 Mrd. € erwirtschaftet. Zum Schutz vor einer fortschreitenden Kommerzialisierung besteht im deutschen und auch österreichischen Fußball die umstrittene 50+1-Regel.
In den USA ist der Profisport praktisch völlig kommerzialisiert. So nehmen an den verschiedenen Profiligen ausschließlich Franchises teil.
Die Kommerzialisierung des Sportes wird auch an den Schnittstellen von Sport und Politik wahrgenommen. Durch politische Gestaltung und Mittel (z. B. Sportfördergruppe der Bundeswehr) reagiert die Politik auf die Kommerzialisierung, z. B. im Rahmen der Sportpolitik der Europäischen Union.

## Kommerzialisierungseffekt
Als Kommerzialisierungseffekt bezeichnet man die Wirkung, die die Allokation von Gütern über Marktmechanismen auf den Charakter der Güter selber oder auf das Verhalten der Marktteilnehmer hat.
Ökonomische Theorien nehmen meist an, dass die Art und Weise, wie ein Gut unter den Mitgliedern einer Gesellschaft verteilt wird, keinen Einfluss auf den Wert des Gutes hat. Die These vom Kommerzialisierungseffekt hingegen besagt, dass die äußeren Bedingungen und die Haltung der Beteiligten beim Erwerb von Gütern bzw. Dienstleistungen über einen Markt – was in der Regel mit monetärer Bewertung, Effizienzstreben, Wettbewerb und von Eigeninteresse geleitetem Handeln verbunden ist – die Befriedigung aus den gehandelten Gütern sowie Einstellungen und soziale Normen der Handelnden ändern können. Es spielt also, der These zufolge, eine Rolle, ob etwas kommerziell verkauft und gekauft wird oder auf andere Weise von einem zum anderen Menschen gelangt, zum Beispiel als Gefälligkeit, Geschenk, auf Basis von Verpflichtung oder Zuneigung. Markthandeln kann so Wohlfahrt verringern.
Fred Hirsch prägte den Begriff des Kommerzialisierungseffektes. Er nennt unter anderem ärztliche Behandlung, deren Qualität leiden kann, wenn der Patient annimmt, dass der Arzt seine Dienstleistung als rein kommerzielle, den eigenen Gewinn maximierende Tätigkeit betrachtet, oder Prostitution als Beispiele. Als einen möglichen Grund, warum das Handeln über Märkte die Qualität des Gehandelten in den Augen der Teilnehmer ändern kann, führt Michael Sandel den Korrumpierungseffekt an, demzufolge extrinsische Motivation über monetäre Anreize und Gewinnstreben intrinsische Motivation verdrängt. So erklärte der britische Soziologe Richard Titmuss die schlechtere Verfügbarkeit von Blutkonserven in den USA, wo Blut gespendet und gegen Bezahlung abgegeben werden konnte, gegenüber der in Großbritannien, wo es allein gespendet werden konnte, damit, dass die Behandlung von Blut als kommerzielle Ware eine abschreckende Wirkung auf potentielle Spender hatte. Für Deutschland gibt es Indizien, dass die Vorstellung eines Organhandels die Bereitschaft zu Organspenden negativ beeinflusst.